# Château de Dobert
Le château de Dobert est un château construit à partir du XVIIIe siècle sur la commune d'Avoise dans le département de la Sarthe. 
Il est en partie inscrit au titre des monuments historiques.

## Histoire
Le château de Dobert est un ancien manoir, édifié dans un méandre de la Vègre au XVe siècle, puis agrandi au milieu du XVIIIe siècle pour lui donner son aspect actuel, d'architecture classique. Le château fut restauré après la Révolution et se vit ajouter deux longs corps de dépendances.
Le 28 décembre 2019, un incendie se déclare dans une des dépendances du château, détruisant entièrement la toiture de celle-ci mais ne faisant aucune victime.

## Architecture

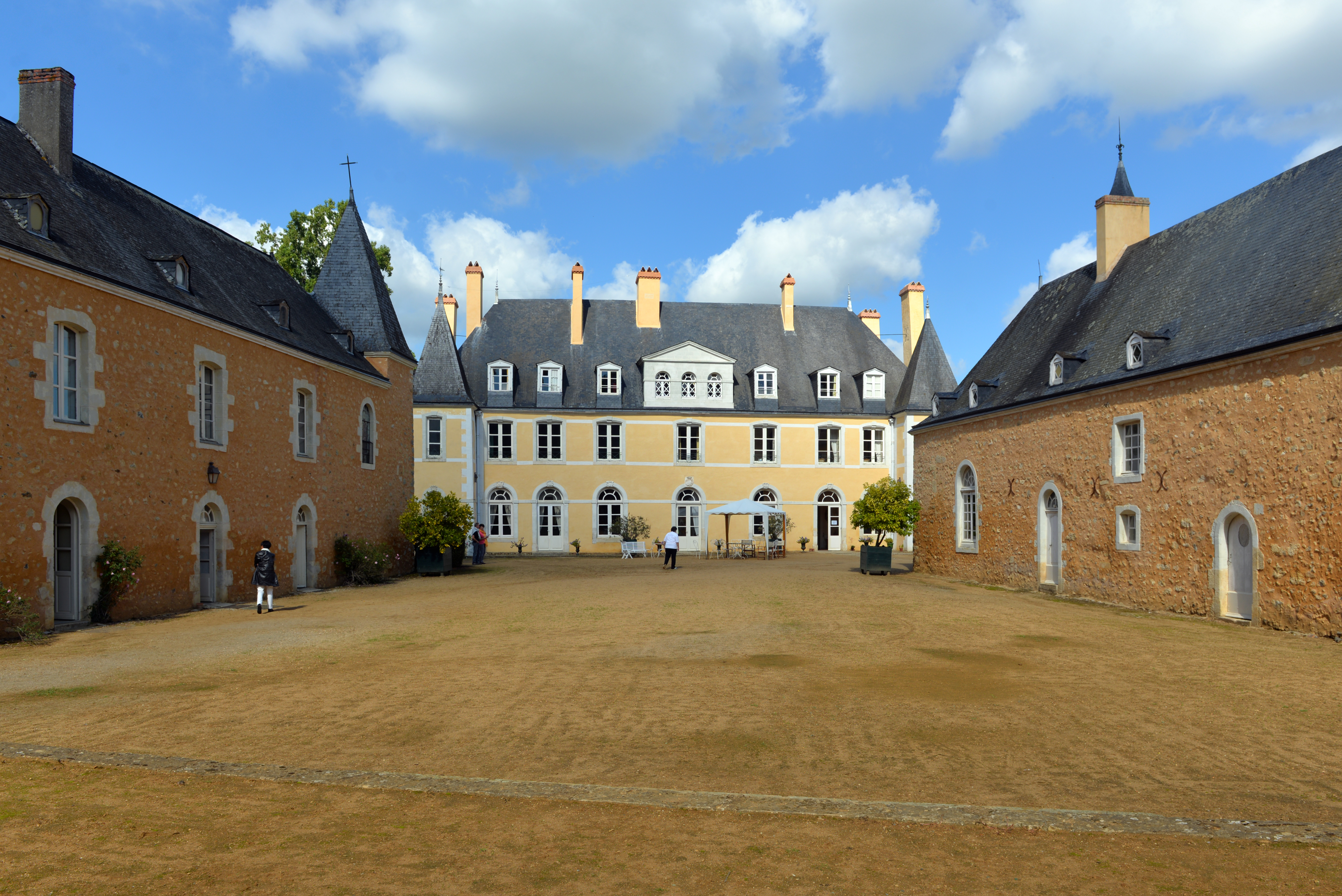
Vue du château depuis la cour.
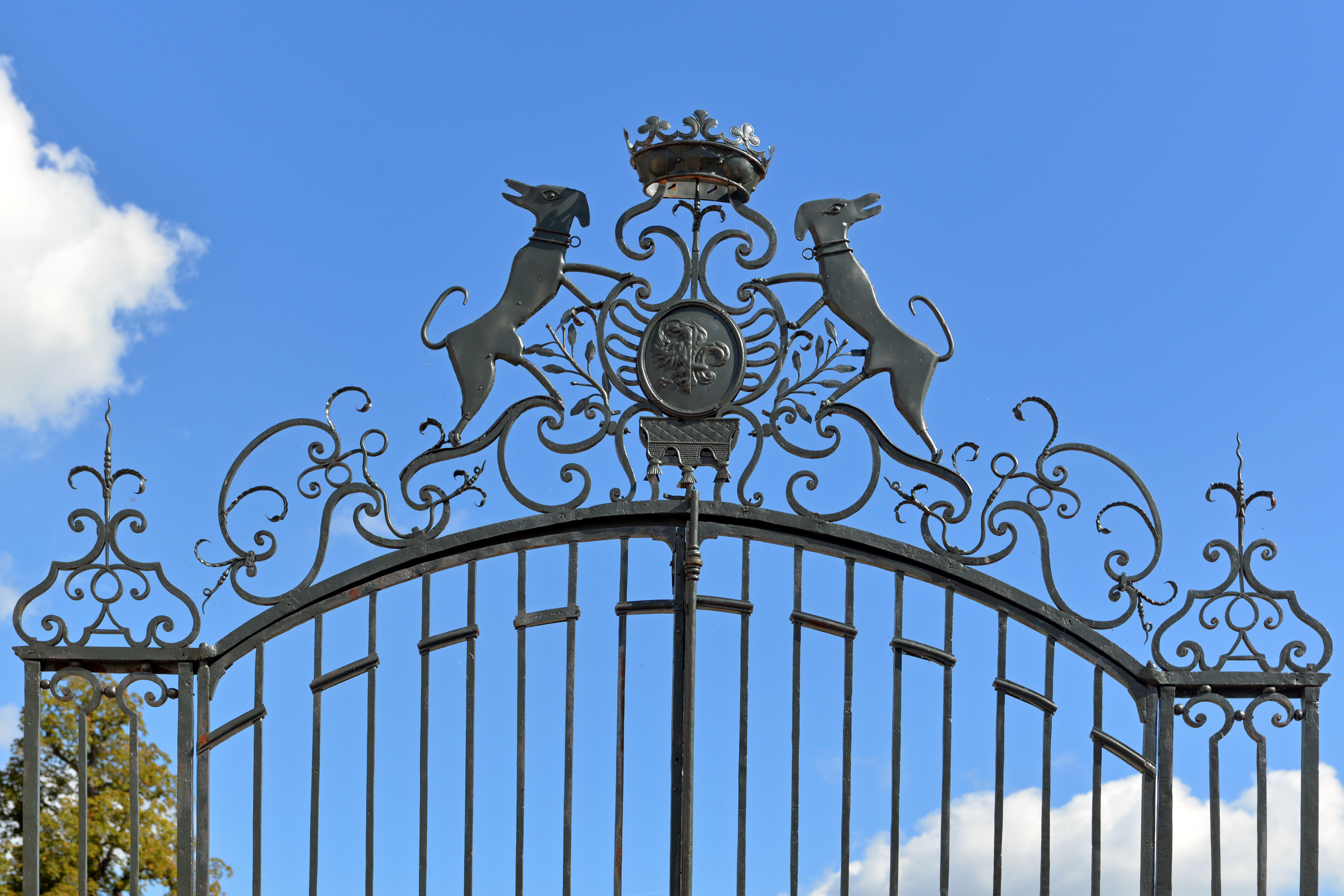
Détail du portail.
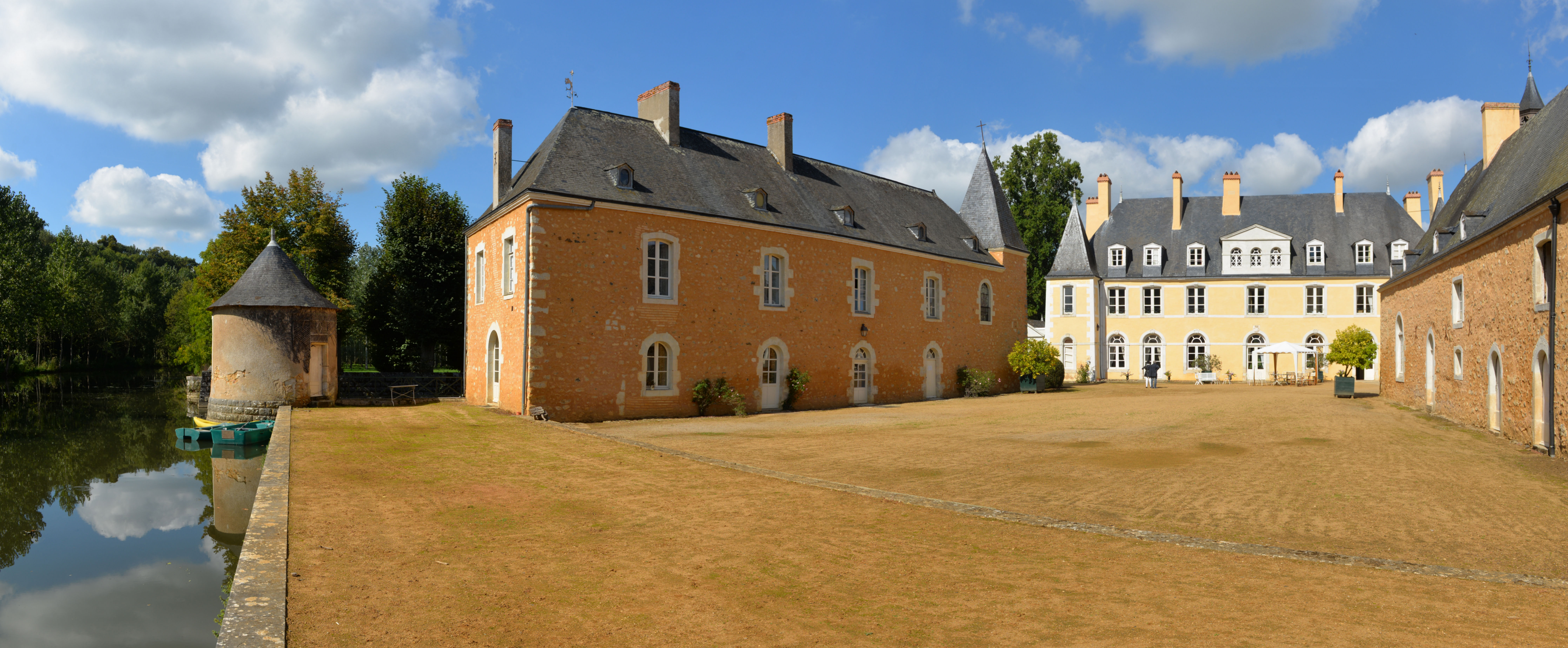
Cour bordée par la Vègre.
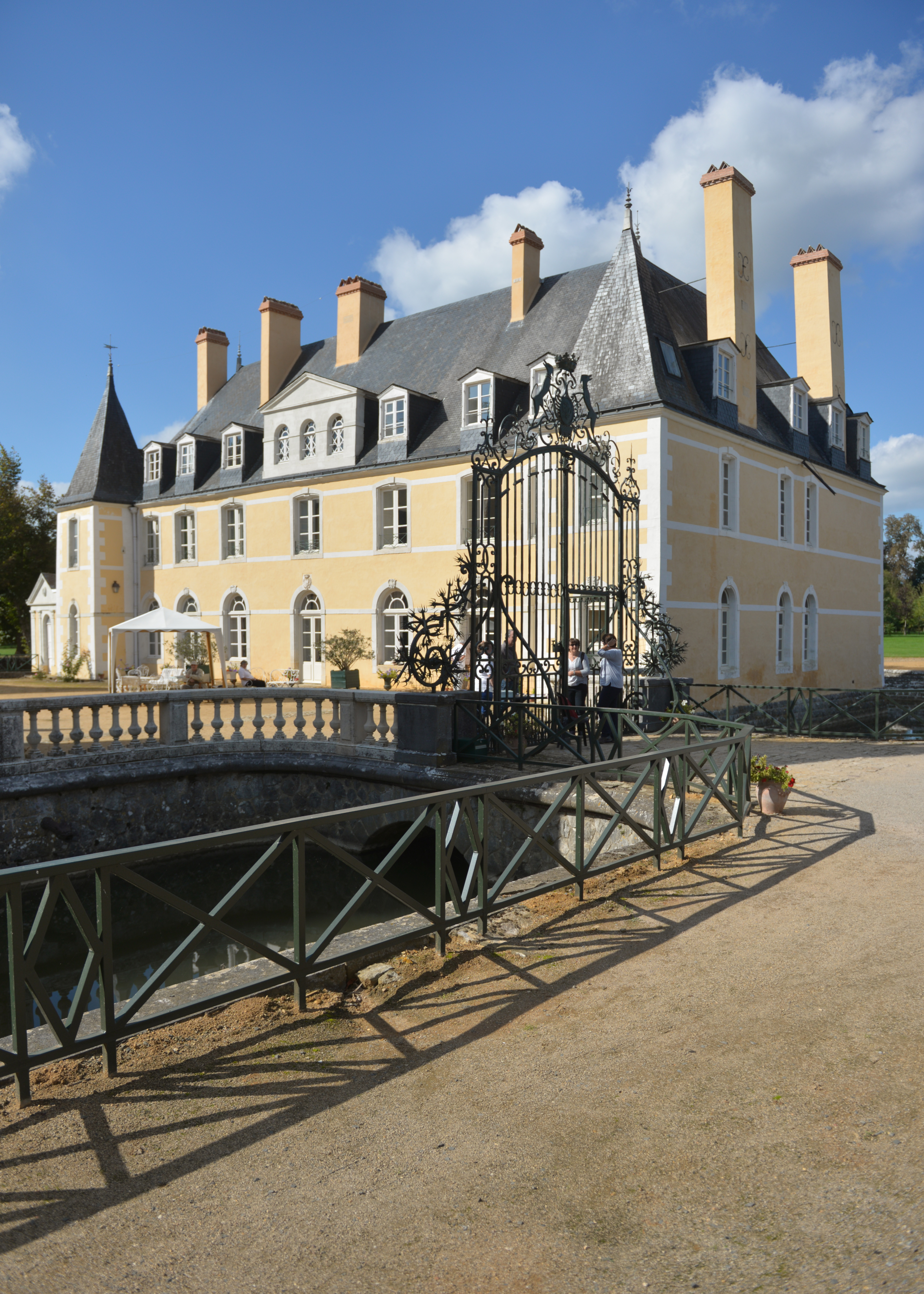
Corps principal du château.

## Protections

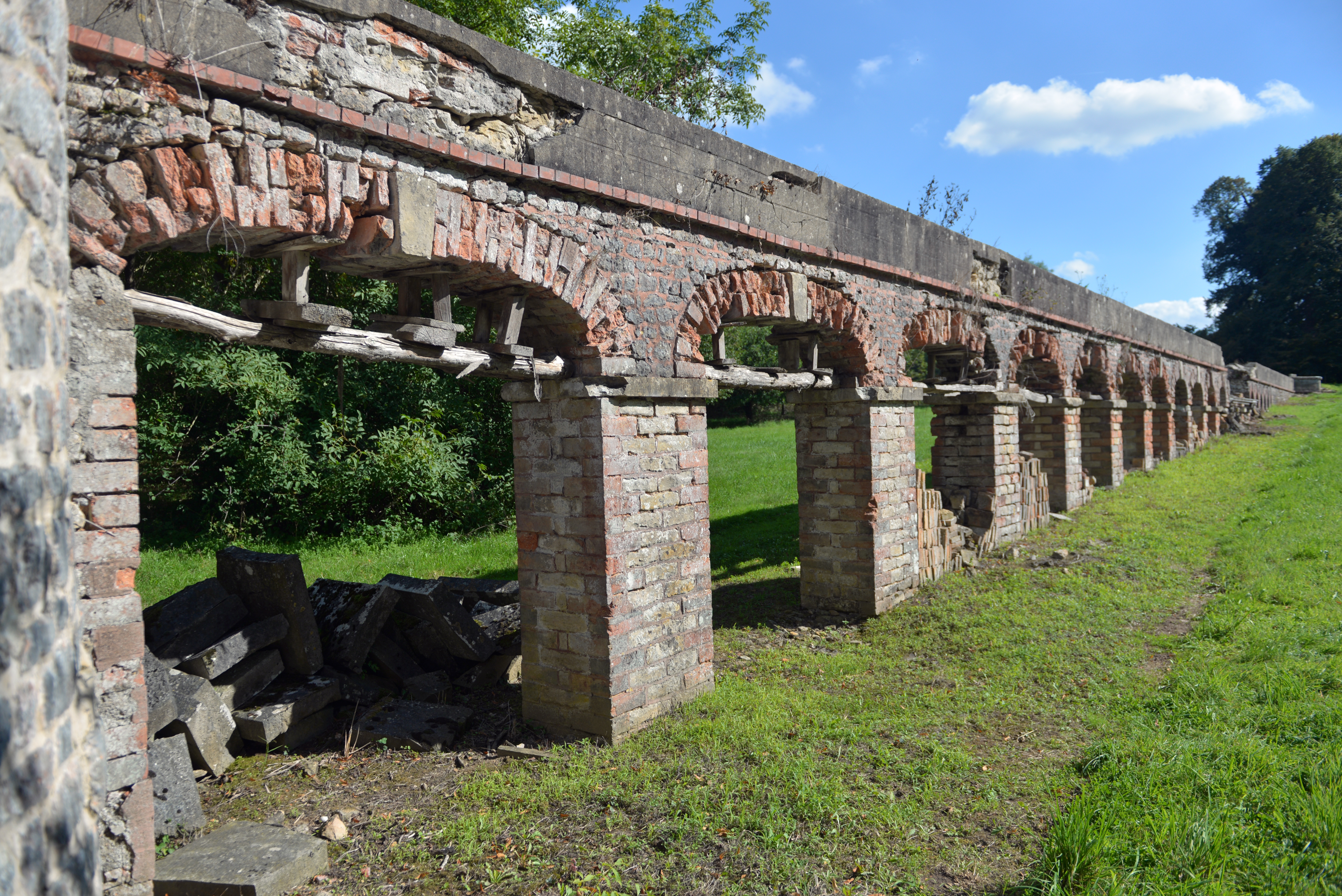
Aqueduc du château, 2015.

Les façades et toitures du château et des communs, les douves, l'aqueduc avec son système d'irrigation et l'allée plantée qui l'accompagne, ainsi que l'allée (plantée) d'accès au château depuis l'est font l'objet d'une inscription aux monuments historiques depuis le 24 juillet 1989.